# ダモクレス (小惑星)
ダモクレス (5335 Damocles) は、周期彗星のような軌道を持つダモクレス族（ケンタウルス族とされることもある）の小惑星。1991年2月18日にロバート・マックノートによって発見され、ギリシア神話に登場するダモクレスに因んで命名された。
ダモクレスの軌道は、知られている他の多くの小惑星とは完全に異なっている。太陽からの距離が火星付近から天王星付近に相当する楕円軌道であり、太陽系外部から内部への遷移軌道のようにも見える。ダンカン・スティール、ゲルハルト・ハーン、マーク・ベイリー、デイヴィッド・アッシャーらはその長期間に渡る力学的変化について予測し、将来は高い確率で地球近傍小惑星になること、現在の軌道にいられる期間の4分の1が経過していることを発見した。ダモクレスは軌道傾斜角が大きいので木星や土星にあまり接近しないため、現在の軌道はこれまで数万年間安定していたし、これからもそうだろうと思われる。
火星には、ダモクレスが母天体でりゅう座方向に輻射点を持つ流星群が存在するかもしれないという推測がある。